# Aïnhoa Risacher
Pour les articles homonymes, voir Risacher.
Aïnhoa Risacher, née le 13 juillet 2007 à Neuilly-sur-Seine, est une joueuse française de basket-ball. Elle évolue au poste d'arrière et de meneuse.

## Biographie
Elle est la fille de Stéphane Risacher, joueur international français de basket-ball et la sœur de Zaccharie Risacher, lequel évolue en NBA.

### Carrière en club
Aïnhoa Risacher a joue d'abord dans sa jeunesse au Téo Basket de Tassin-la-Demi-Lune, puis à Écully Basket. Elle intègre l'académie Tony-Parker en 2021, avant de rejoindre l'ASVEL en 2023.
Elle fait ses débuts en Ligue féminine de basket le 23 septembre 2023, à l'âge de seize ans lors d'un match contre Roche-Vendée. Lors de sa première saison, elle prend part à six matchs de saison régulière et intègre pleinement le groupe professionnel dès la suivante.
Invitée à la version féminine du Nike Hoop Summit au sein de la Team World, elle termine la rencontre avec 6 points à 2 sur 4 au tir, 3 rebonds et 1 passe dans une rencontre où son équipe s'incline face à la Team USA sur le score de 90 à 78, une autre française Sarah Cissé participant à la rencontre.
En juillet 2025, Aïnhoa Risacher signe son premier contrat professionnel, avec l'Lyon ASVEL. Le contrat court sur deux saisons.

### Sélections nationales
En août 2022, Aïnhoa Risacher participe à la victoire de l'équipe de France des moins de 16 ans lors du Championnat d'Europe U16, victoire face à  l'Espagne 65 à 61 en prolongation. Elle remporte un deuxième titre dans cette catégorie d'âge lors de l'édition suivante où elle obtient également le titre de meilleure joueuse de la compétition.
En 2024, c'est avec l'équipe de France des moins de 17 ans qu'elle évolue, disputant la Coupe du monde U17; Battues par la sélection américaine en demi-finale, 84 à 66, les Bleuettes s'inclinent ensuite lors du match pour la troisième place face à l'Espagne sur le score de 47 à 39. 
Aïnhoa Risacher découvre l'équipe de France en février 2025 lors de la fenêtre internationale de cette période. Elle est appelée par le sélectionneur Jean-Aimé Toupane comme partenaire d’entraînement. Appelée à participer à la préparation de l'équipe de France pour le Championnat d'Europe, elle est écartée par le sélectionneur lors de la réduction du groupe à seize joueuses.
En juillet, elle fait partie de l'équipe des dix-neuf ans et moins qui termine à la cinquième place de la Coupe du monde U19.

## Palmarès

### En club
- Vainqueuse de la coupe de France –18 : 2025

### En sélection nationale
- Championne d’Europe des moins de 16 ans : 2022, 2023

## Distinctions personnelles

### En club
- Meilleure joueuse de la finale de coupe de France –18 : 2025[12].

### En sélection nationale
- Meilleure joueuse du championnat d’Europe des moins de 16 ans en 2023
- Élue dans le meilleur 5 de la coupe du monde des moins de 17 ans en 2024[9].